# Enfants Terribles (художники)

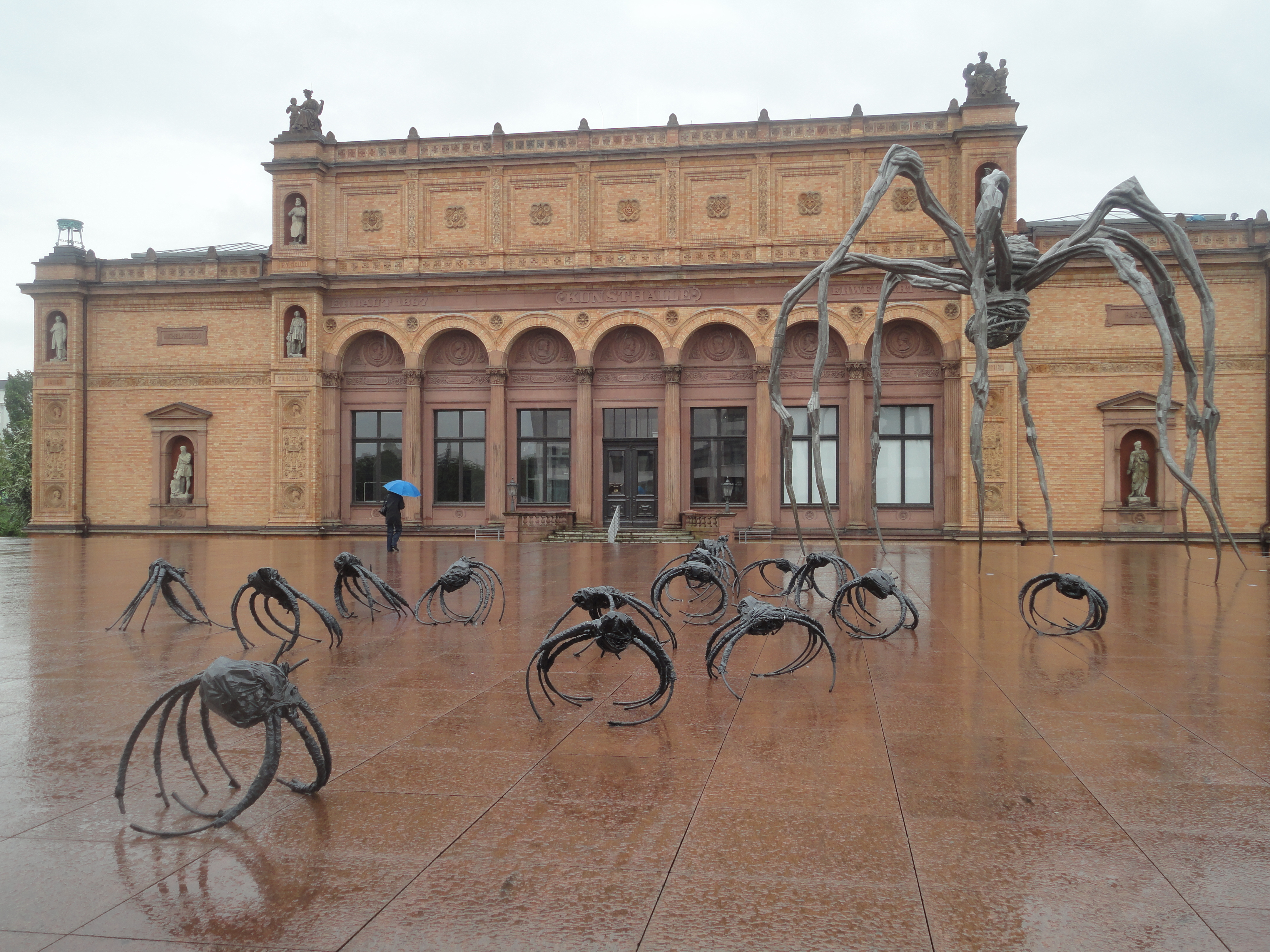
Инсталляция Enfants Terribles: паучата на площади музея Гамбургский кунстхалле

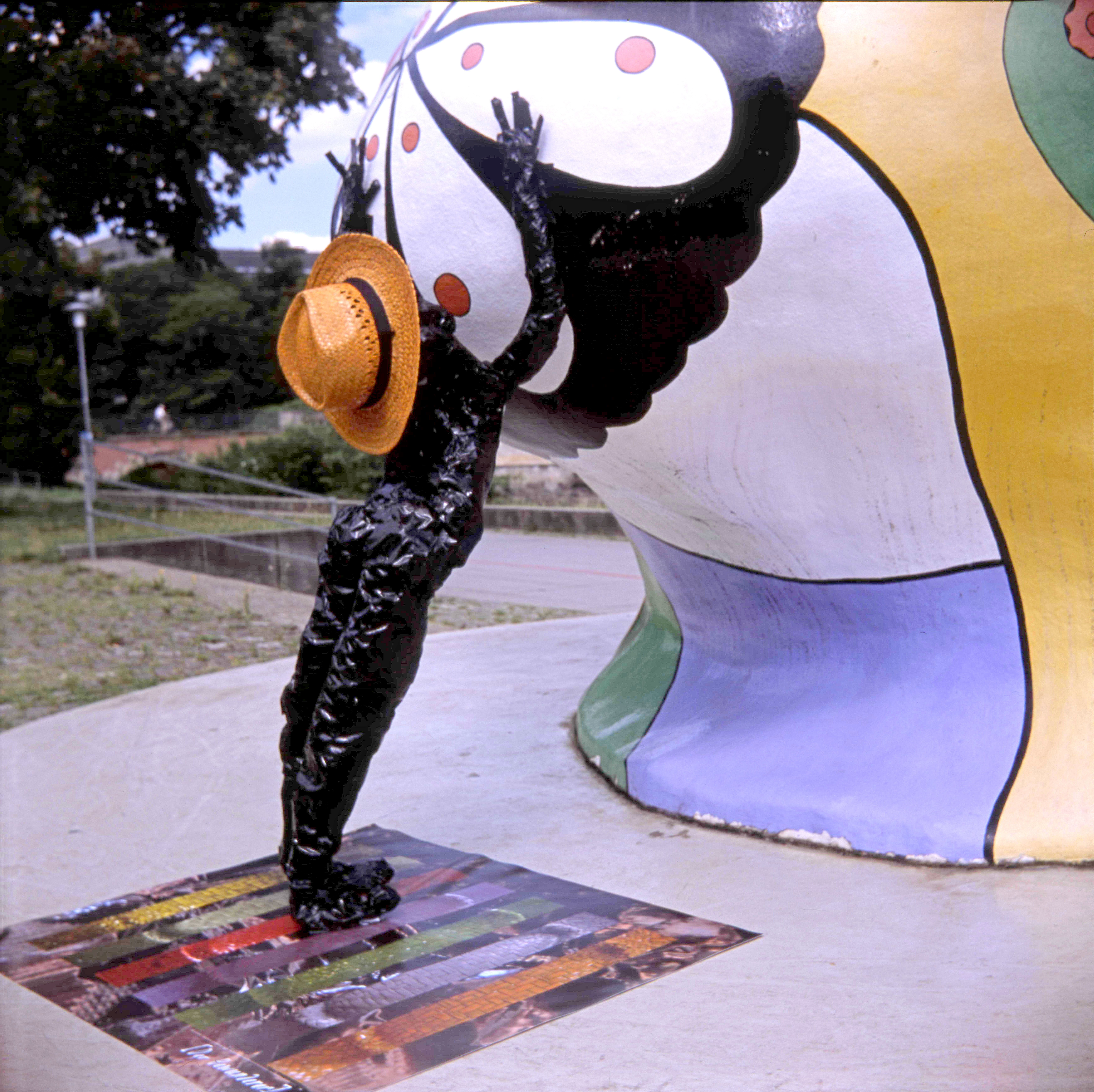
Матвеи у скульптур Наны на берегу Leibnizufer в Ганновере

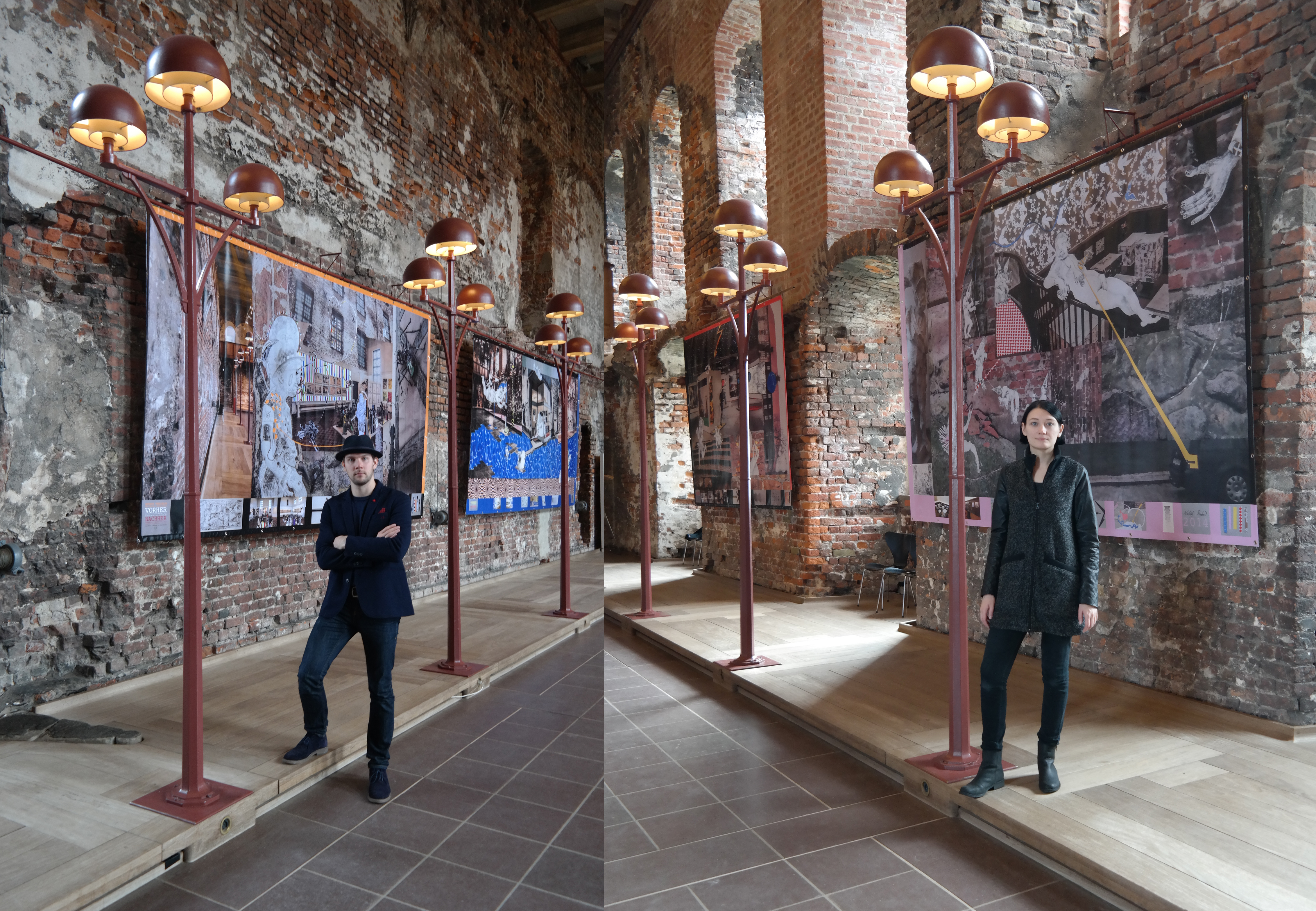
Нана ET Матвей (на фоне: Laufbilder - Дигитальные Гобелены) Museet på Koldinghus, Коллинг, Дания

Enfants Terribles также Нана ET Матвей  — художники Нана Розеноерн Холланд Баструп (коротко: Нана Баструп) (род. 1987, Копенгаген, Дания) и Матвей Славин (род. 1987, Ленинград, РСФСР, СССР). Дуэт был основан в Гамбурге в 2012 году и назван в честь инсталляции Enfants Terribles, которую в мае 2012 года провели Славин и Баструп на площади музея Гамбургский кунстхалле. Инсталляция Enfants Terribles была посвящена скульптуре Maman Луизы Буржуа и состояла из шестнадцати паучат вокруг паучихи Буржуа.

## Биография
Нана Баструп и Матвей Славин познакомились во время учебы в Hochschule für bildende Künste Hamburg, после чего осуществили несколько совместных выставок и публичных хэппенингов в Германии, Дании и Австрии под именем Enfants Terribles. В 2014 году они получили годовую резиденцию в доме художников в Meinersen со стипендией фонда Bösenberg. С 2015 года они работают под именем Нана ET Матвей в Берлине и Копенгагене.

## Работа
Работы Enfants Terribles построены на движение Дадаизма. Табу одна из главных их тем. Работы о социально значимых проблемах отражают критически рынок искусства, художественную сцену и роль художника. В 2014 году художники прибавили в Ганновере семь маленьких фигур под названием Матвеи с цветными шляпами к трем скульптурам Наны художницы Ники де Сен-Фалль: Каждый Матвей принимал специально ему предназначенную роль: критика, скептика, всезнайки или ищущего спокойствия туриста. Перформанс-инсталляция была реализована не только в связи с именем Наны Баструп, но и из-за массового восстания против искусства, особенно против установки скульптур Наны в Ганновере в 1970-e годы. Дуэт использует сатиру в картинах следуя традиции таких художников как Жак Калло, Уильям Хогарт и Жорж Грос. В 2014 году они изобрели язык, который они назвали Laufbilder. Метод производства этих работ: чернильная фотопечать бывших выставок и хэппенингов на переработанной бумаге из отходов, с добавлением  карандашного рисунка Матвея Славина и вырезанных форм с коллажной подкладкой Наны Баструп объединенных в фотоколлаже на брезенте с цветовыми и тональным пробниками и алюминиевыми люверсами на краях брезента. Эта многоступенчатая процедура приводит к результату  под названием Дигитальные Гобелены, которые напоминают классический гобелен. Девиз дуэта: искусство - работа ног. Laufbilder (бегущие картины или бег картин) воссоздают виды и ситуации с выставок, которые Enfants Terribles осуществили в прошлом. Баструп и Славин соединяют их карьеру, символический язык и гротесковые ситуации. Состав характеров, населяющих работы художников происходит из персонального опыта соприкосновения со сценой искусства.

## Выставки и хэппенинги
- 2012:
  - Гамбург: Enfants Terribles, Инсталляция, площадь музея Гамбургский кунстхалле [13]
  - Гамбург: Mensch und Ware, Altonaer Museum[14]
- 2013:
  - Берлин: Inszenierte Träume I/II, Galerie Kurt im Hirsch[15]
  - Берлин: Inszenierte Träume II/II, Galerie Kurt im Hirsch[15]
  - Роскилле: Viking Revival, Galleri LABR[15]
- 2014:
  - Барсингхаузен: Enfants Terribles - Kinder der Louise B., Kunstverein Barsinghausen e.V.[16]
  - Ганновер: Матвеи у скульптур "Наны", Инсталляция, берег Leibnizufer[17]
  - Гамбург: Enfants Terribles - Laufbilder & Videoskulpturen, Galerie Hengevoss-Dürkop [8]